# Anthrax johanni
Anthrax johanni är en tvåvingeart som beskrevs av Zaitzev 1997. Anthrax johanni ingår i släktet Anthrax och familjen svävflugor.
Artens utbredningsområde är Egypten. Inga underarter finns listade i Catalogue of Life.